# Liste der finnischen Botschafter in Island
Diese Liste der finnischen Botschafter in Island listet alle akkreditierten Botschafter der Republik Finnland in der Zeit von 1947, als erstmals diplomatische Beziehungen am 15. August aufgenommen wurden. Zu Beginn waren die Beziehungen von Oslo in Norwegen aus wahrgenommen worden. Die finnische Botschaft in Reykjavík wurde im September 1982 in Betrieb genommen.

## Liste
| Ernennung Akkreditierung | Name                | Bemerkungen                    | ernannt von          | akkreditiert während der Regierung von | Posten verlassen |
| ------------------------ | ------------------- | ------------------------------ | -------------------- | -------------------------------------- | ---------------- |
| 1947                     | Päivö Tarjanne      | Sitz Oslo                      | Juho Kusti Paasikivi | Stefán Jóhann Stefánsson               | 1950             |
| 1950                     | Eduard Palin        | Sitz Oslo                      | Juho Kusti Paasikivi | Steingrímur Steinþórsson               | 1958             |
| 1964                     | Tyyne Leivo-Larsson | Sitz Oslo, ab 1958 Botschafter | Urho Kekkonen        | Bjarni Benediktsson                    | 1965             |
| 1966                     | Pentti Suomela      | Sitz Oslo                      | Urho Kekkonen        | Bjarni Benediktsson                    | 1972             |
| 1973                     | Olavi Munkki        | Sitz Oslo                      | Urho Kekkonen        | Bjarni Benediktsson                    | 1976             |
| 1976                     | Lars Lindeman       | Sitz Oslo                      | Urho Kekkonen        | Geir Hallgrímsson                      | 1982             |
| 1. Okt. 1982             | Martin Isaksson     | Sitz: Reykjavík                | Mauno Koivisto       | Gunnar Thoroddsen                      | 31. Juli 1985    |
| 1. Aug. 1985             | Anders Huldén       | Sitz: Reykjavík                | Mauno Koivisto       | Steingrímur Hermannsson                | 31. Aug. 1989    |
| 1. Sep. 1989             | Håkan Branders      | Sitz: Reykjavík                | Mauno Koivisto       | Steingrímur Hermannsson                | 31. Mai 1993     |
| 1. Juni 1993             | Tom Söderman        | Sitz: Reykjavík                | Mauno Koivisto       | Davíð Oddsson                          | 31. März 2000    |
| 1. Apr. 2000             | Timo Koponen        | Sitz: Reykjavík                | Tarja Halonen        | Davíð Oddsson                          | 30. Sep. 2004    |
| 1. Okt. 2004             | Kai Granholm        | Sitz: Reykjavík                | Tarja Halonen        | Halldór Ásgrímsson                     | 31. Aug. 2008    |
| 1. Sep. 2008             | Hannu Hämäläinen    | Sitz: Reykjavík                | Tarja Halonen        | Geir Haarde                            | 30. Nov. 2010    |
| 1. Dez. 2010             | Ari Tasanen         | Sitz: Reykjavík                | Tarja Halonen        | Jóhanna Sigurðardóttir                 | 31. Aug. 2011    |
| 1. Sep. 2011             | Irma Ertman         | Sitz: Reykjavík                | Tarja Halonen        | Jóhanna Sigurðardóttir                 |                  |